# Liebfrauen (Waldshut)

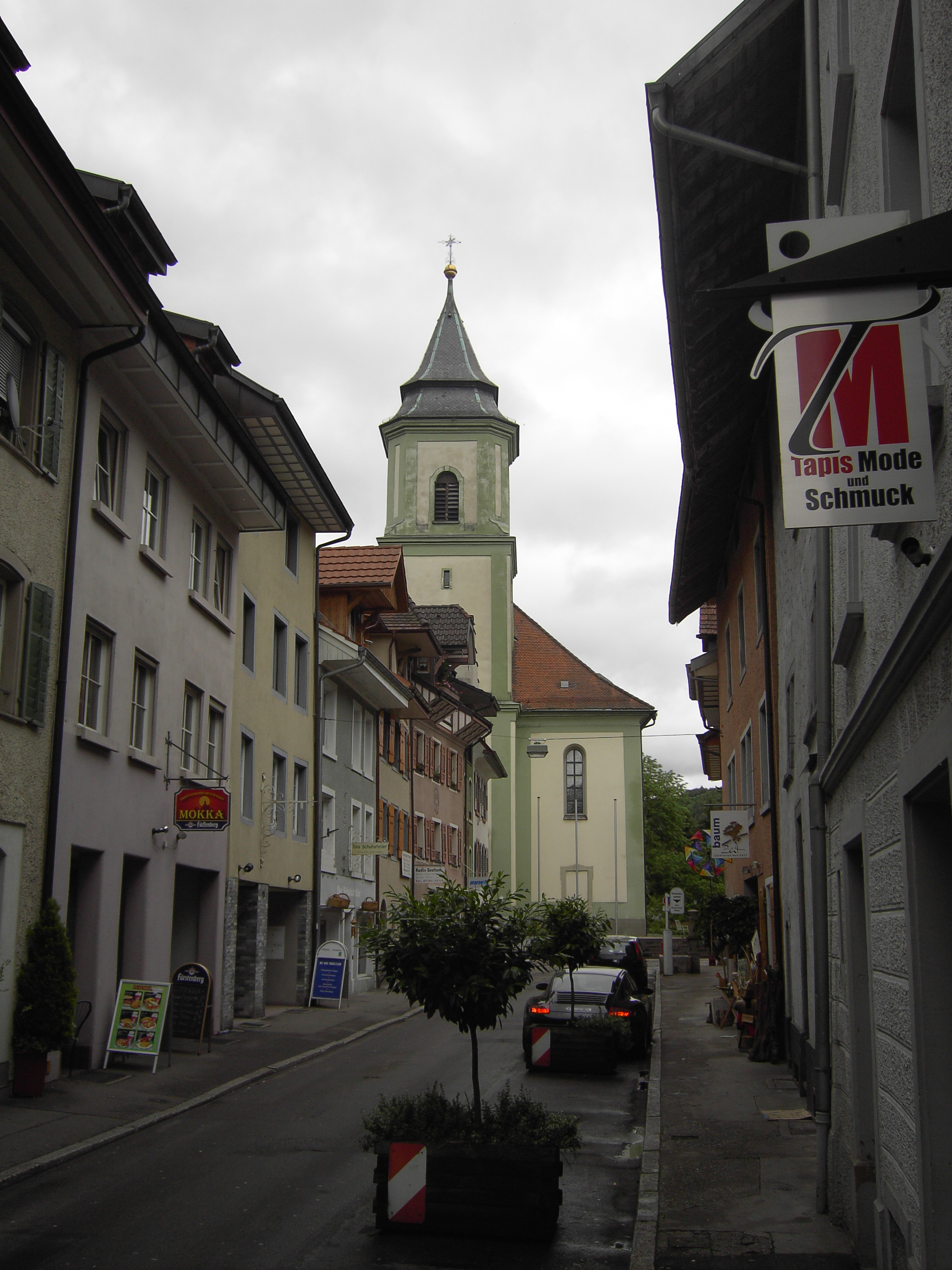
Blick auf die Stadtpfarrkirche Liebfrauen in Waldshut

Die katholische Pfarrkirche Liebfrauen ist die Stadtpfarrkirche in Waldshut im Landkreis Waldshut. Sie ist Unserer Lieben Frau und Johannes dem Täufer geweiht. Patrozinium ist der 15. August (Mariä Himmelfahrt). Sie gehört zur Röm.-kath. Kirchengemeinde Mittlerer Hochrhein - St. Verena im Dekanat Waldshut der Erzdiözese Freiburg.

## Geschichte

### Vorgängerbau
Unter der Herrschaft der Grafen von Habsburg begann um 1250 im auf dem westlichen Sporn entlang des Seltenbaches die Anlage der Stadt Waldshut. Es entstand zunächst die St. Johanneskirche, um 1300 eine Filiale der Pfarrkirche St. Clemens in Dogern und Eigenbesitz der Grafen von Homberg und Habsburg. Johannes der Täufer und Katharina von Alexandrien wurden Schutzheilige der Stadt. 1335 kaufte Königin Agnes von Ungarn die Höfe in Dogern und den Kirchensatz zu St. Johann für das Kloster Königsfelden.
In der Regierungszeit des römisch-deutschen Königs Rudolf I. erfolgte der weitere Stadtausbau unter der Regie seines mündig erklärten Sohnes Landgraf Albrecht. Eine zweite Kirche für Oberwaldshut war dem Hausheiligen der Habsburger, Leodegar von Autun geweiht.
Das Kloster St. Gallen übergab den Hof in Tiefenhäusern, zu dem die Kirche in Stunzingen und die Tochterkirche in Waldshut, St. Leodegar, gehörten, an die Grafen von Habsburg als Lehen.
Graf Johann von Habsburg erwarb 1360 als weiteres auch das Lehen über St. Leodegar als Eigenbesitz um es an Königin Agnes zu übereignen. Das Kloster Königsfelden bekam nach einer anderen Quelle (Lichnowsky IV, Reg. 1321) 1377 von den Herzögen Leopold und Albrecht den Kirchensatz von St. Leodegar als Ersatz für die Verwüstungen durch den Einfall der Gugler zugesprochen. Das Kloster Königsfelden wurde somit bis zur Reformation alleiniger Kirchenherr in Waldshut.
Mit dem Fuchsischen Vertrag vom 14. März 1526 verlor St. Johann die Pfarrrechte an die Obere Kirche St. Liebfrauen und war „nur“ noch Nebenkirche. Im frühen 15. Jahrhundert wechselte die Kirche St. Leodegar ihr Patrozinium zu Ehren Unserer Lieben Frau. Im Waldshuterkrieg wurde die ursprünglich neben dem Oberen Tor gelegene Kirche so stark beschädigt, dass sie unter Einbezug  der Stadtmauer und des nordöstlichen Wehrturmes neu errichtet wurde. Auch unter Balthasar Hubmaier der mit der Einführung der Wiedertaufe Anlass zum Bildersturm gab, erlitt die Kirche große Schäden, es blieben keine Kunstwerke aus vorreformatorischer Zeit erhalten. 1528 erfolgte die Auflösung des Klosters Königsfelden, die Rechte gingen an die Stadt Bern. 1683 erwarb St. Blasien die Rechte für 18.500 Gulden von Bern.

### Teilabbruch und Neubau

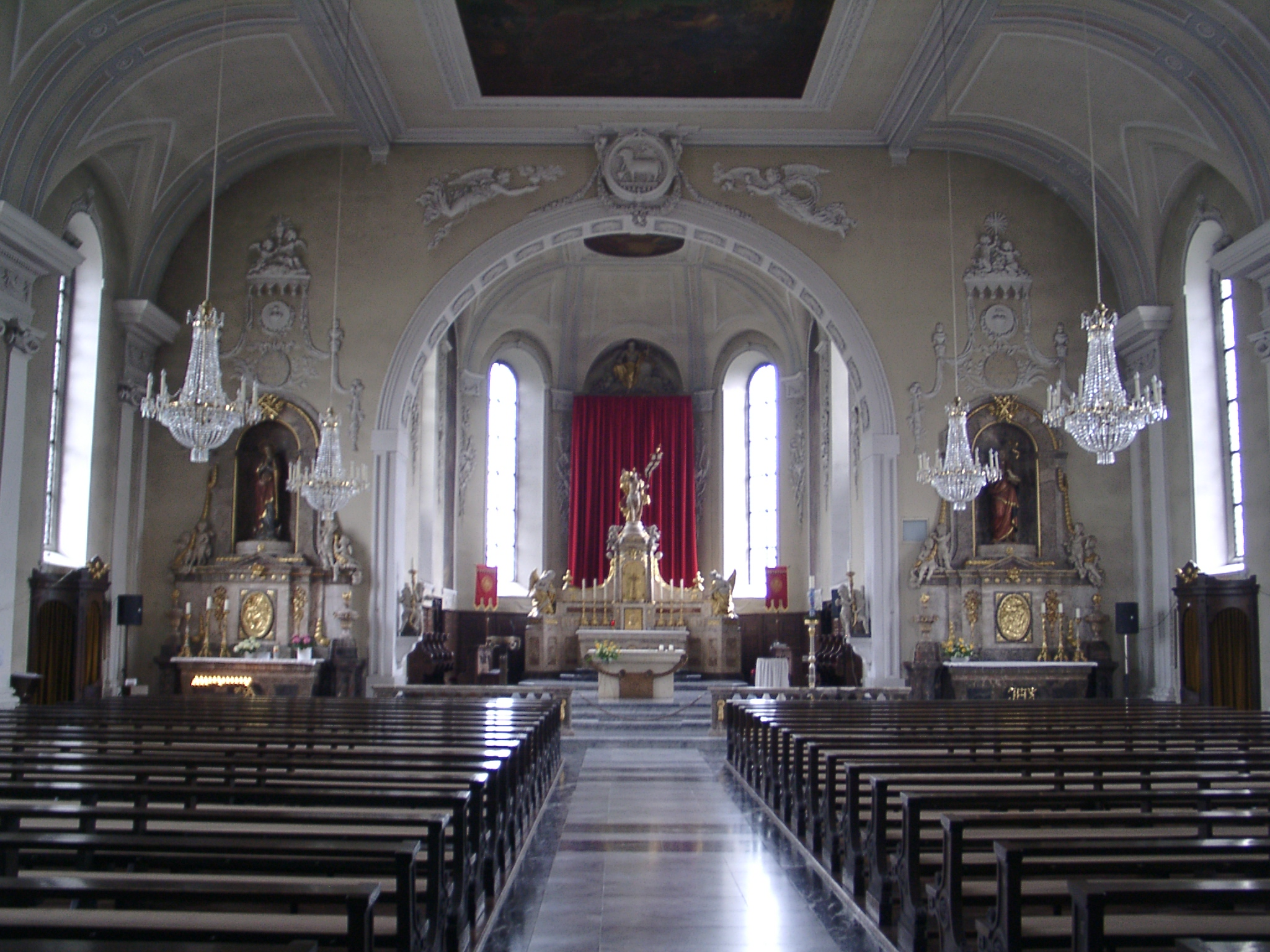
Inneres

Der Neubau der Kirche, noch dem Stil des Frühklassizismus in der Nachfolge von Ixnard verhaftet, erfolgte nach dem Abbruch des Vorgängerbaus. Erhalten blieben die Umfassungsmauern des Chors. Bereits in den vorhergehenden Jahrhunderten hatte die auch „Obere Kirche“ genannte Liebfrauenkirche durch Kriegshandlungen vielerlei Schäden erhalten. 1784 wurde die Baufälligkeit festgestellt und der Abbruch beschlossen. Den Neubauauftrag übernahm der St. Blasische Baumeister Sebastian Fritschi aus Hüfingen; der Bau wurde trotz der Pannen sein Hauptwerk. Die Grundsteinlegung war am 8. Oktober 1805. Am 28. Februar 1805 kam es zum Einsturz von Teilen des Chors und des mit eingelagerten Ziegeln überlasteten Turms, der 1468 auf dem schwachen Fundament des Wehrturmes errichtet worden war. Die Glocken zerschellten teilweise in der Seltenbachschlucht. Danach wurde der Turm gegenüber neu erbaut. Für die Innengestaltung war Johann Friedrich Vollmar zuständig. Am 15. August 1808 wurde die Kirche durch Pfarrer Josef Bidermann benediziert. Zwischen 1804 und 1808 wurde die Laienkirche des Kapuzinerklosters als Interim genutzt.
in der Zwischenzeit war die Abtei St. Blasien, die das Patronat über die Kirche hatte und damit zum Bau verpflichtet war, aufgehoben worden. Die in kirchlichen Angelegenheiten auf Sparsamkeit bedachte großherzogliche Regierung verfügte die Wiederverwendung von Teilen der Innenausstattung des Domes St. Blasien. Ein beträchtlicher Teil der Alabasteraustattung überstand jedoch den Transport nicht. Daneben wurde auch aus der alten Kirche Material wiederverwendet.
Die zweite Pfarrkirche in Waldshut, St. Johann, auch Untere Kirche genannt, wurde 1784 zum Abbruch bestimmt und ebenfalls 1804 abgebrochen.

## Glocken
Im Kirchturm der Liebfrauenkirche hängt ein Glockengeläut von neun Glocken, darunter sechs historisch wertvolle, die zu den ältesten Glocken der Erzdiözese Freiburg gezählt werden und zum Teil noch aus dem Vorgängerbau stammen. Zur Schonung der historischen Glocken und zur Abrundung des Geläuts wurden 2023 drei neue Glocken in der Glockengießerei Grassmayr (Innsbruck) gegossen und im Glockenstuhl aufgehängt.
Übersicht
| Glocke | Gießer                                | Gussjahr | Durchmesser | Masse    | Schlagton |
| ------ | ------------------------------------- | -------- | ----------- | -------- | --------- |
| 1      | Glockengießerei Grassmayr (Innsbruck) | 2023     |             | 3096 kg0 | h°        |
| 2      | Niklaus Oberacker                     | 1523     | 1470 mm     | 1920 kg0 | d¹-3      |
| 3      | Glockengießerei Grassmayr             | 2023     |             | 1185 kg0 | e¹        |
| 4      | Joh. de Scafusa                       | 1351     | 1165 mm     | 930 kg   | fis¹-1    |
| 5      | Glockengießerei Grassmayr             | 2023     |             | 461 kg   | a¹        |
| 6      | Nicolaus Oberacker, Konstanz          | 1523     | 910 mm      | 450 kg   | h¹-4      |
| 7      | (Basler Gießer)                       | 14. Jh.  | 790 mm      | 319 kg   | c²+8      |
| 8      | Benjamin Grüninger Söhne              | 1925     | 600 mm      | 150 kg   | e²+8      |
| 9      | (J. J. Grieshaber)                    | 1705     | 400 mm      | 050 kg   | c³-1      |

## Orgel
Die Orgeln in der Waldshuter Liebfrauenkirche haben eine längere Geschichte. Bereits 1590 ist eine Orgel vorhanden. Für die Vorgängerkirche baute Johann Christoph Albrecht dann 1720 eine neue Orgel mit sechs Registern. Für den Neubau der Kirche wurde auch eine neue Orgel benötigt, die der Orgelbauer Michael Gassler aus dem aargauischen Koblenz 1812 mit 19 Registern anfertigte. Dieses Instrument wurde mehrfach umgebaut und erweitert, bis 1940 die Orgelbauer Xaver Mönch Söhne aus Überlingen am Bodensee eine neue Orgel mit 40 Registern auf drei Manualen und Pedal schufen.  Willy Dold aus Freiburg im Breisgau baute diese Orgel 1957 um und erweiterte sie auf 45 Register. Das aktuelle Instrument schuf der Orgelbauer Franz C. Winterhalter im Jahr 1983. Es hat einen Umfang von 45 Registern auf drei Manualen und Pedal und wurde 2007 durch Jens Steinhoff renoviert.